# Скалон Микола Олександрович
Микола Олександрович Скалон (3 (15) листопада 1809 - 2 (14) листопада 1857) - Могилівський губернатор (1854-1857), дійсний статський радник. Брат Антона Олександровича Скалона.

## Біографія
Походив із дворянського роду Скалонів. Син Олександра Антоновича Скалона (1770-1851) та Ганни Петрівни, дочки харківського губернатора П. Сабурова.
Після закінчення Пажеського корпусу в 1829 році, був випущений з камер-пажів у прапорщики лейб-гвардії Фінляндського полку. Брав участь у придушенні повстання у Польщі у 1831 році. У 1832 році був відряджений до Гвардійського Генерального штабу, а наступного року переведений до цього штабу. У 1839 році був відряджений до 6-го піхотного полку. У тому ж році, 10 листопада, був звільнений від служби підполковником. У 1846 був прийнятий на службу з перейменуванням на надвірні радники (зі старшинством з 14 лютого 1846) і зарахований до Міністерства внутрішніх справ.
Обіймав посади архангельського (1847-1849) та чернігівського (1849-1854) віце-губернаторів. Отримав чини колезького радника (14 лютого 1849) та статського радника (14 лютого 1853). З 11 вересня 1854 був призначений виправляти посаду могилівського цивільного губернатора, а після провадження в дійсні статські радники (31 грудня 1855) затверджений на цій посаді. На цій посаді він і помер 2 (14) листопада 1857 року.
Був знайомий з Пушкіним і Карамзіним, товаришував із братами Клементієм та Аркадієм Россетами, а також вихованцями Пажеського корпусу.
Дружина (з 9 листопада 1841 року) - Олена Михайлівна Левицька (1819-1850), дочка генерала від інфантерії Михайла Івановича Левицького. Їхній син - Євстафій Миколайович Скалон (1845-1902).

## Нагороди
- Орден Святої Анни 4-го ступеня з написом «За хоробрість» (1831)
- Орден Святого Володимира 4-го ступеня (1839)
- Орден Святої Анни 2-го ступеня з імператорською короною (1852)
- Орден Святого Володимира 3-го ступеня (1854)
- польська Відзнака за військову гідність 4-го ступеня (1831) та Відзнаку за XV років бездоганної служби (1854)